# Inger Stender
Inger Margueritha Stender (* 7. Juni 1912 in Kopenhagen; † 26. Juni 1989 in Frederiksberg) war eine dänische Schauspielerin.

## Leben
Inger Stender wuchs in Kopenhagen auf. Nach ihrem Schulabschluss absolvierte sie von 1928 bis 1931 ihre Schauspielausbildung an der Eleveskole des Königlichen Theaters Kopenhagen, wo sie am 24. April 1931 auch ihr Bühnendebüt als Darstellerin hatte. Sie blieb dort bis 1933 als festes Ensemblemitglied engagiert. Von 1933 bis 1947 war sie am Odense Teater und anschließend von 1948 bis 1961 war sie am Folketeatret als festes Ensemblemitglied engagiert. Sie wirkte im Laufe ihrer Karriere in zahlreichen Theaterstücken mit, wie beispielsweise in Ein Sommernachtstraum, Die Schneekönigin oder in Onkel Toms Hütte. Als Bühnendarstellerin spielte sie auch in Operetten, Musicals, Varieté-Shows und in Ballett-Aufführungen mit, so unter anderem auch am Betty-Nansen-Theater, am Nørrebro-Theater oder am Frederiksberg-Theater. In den 1960er-Jahren gehörte Stender auch einige Zeit lang zum Schauspielerensemble des Kopenhagener Vergnügungsparks Tivoli.
In ihrer rund fünf Jahrzehnte lang andauernden Karriere wirkte sie als Schauspielerin vor der Kamera von 1931 bis 1984 in mehr als 60 Film-und-Fernsehproduktionen mit. Eine ihrer letzten Rollen spielte sie in der Serie Die Leute von Korsbaek. Gelegentlich war sie auch als Synchronsprecherin für Zeichentrickfilme tätig, wie beispielsweise für 101 Dalmatiner. Mitte der 1980er-Jahre zog sie sich aus dem Rampenlicht zurück.
Inger Stender war von April 1935 bis Juli 1941 mit dem aus Odense stammenden Mogens Flindt-Larsen (1907–1980) verheiratet. Die Ehe blieb kinderlos. Danach führte sie einige Jahre lang mit dem Schauspieler Poul Reichhardt eine Liebesbeziehung. Stender starb im Juni 1989 im Alter von 77 Jahren in ihrem langjährigen Wohnort Frederiksberg. Ihre Grabstätte befindet sich auf dem Søndermark-Kirkegard.

## Filmografie (Auswahl)
- 1931: Hotel Paradis
- 1932: Ods 777
- 1937: Mille, Marie und ich
- 1940: So ein Mädel vergisst man nicht
- 1954: Kalles Abenteuer beim Film
- 1958: Junge Liebe – große Gefahren
- 1961: Cirkus Buster
- 1970: Bella
- 1971: Geliebte Christa – Stewardessen lieben heiß
- 1977: Terror
- 1978: Der Baron
- 1980: Hedda Gabler
- 1981: Die Leute von Korsbaek (Fernsehserie, 1 Folge)